# Oakford, Illinois
Oakford är en ort i Menard County i delstaten Illinois, USA.